# South Godstone
South Godstone – wieś w Anglii, w hrabstwie Surrey, w dystrykcie Tandridge. Leży 33 km na południe od centrum Londynu.